# Домнон ле Дјез
Домнон ле Дјез (фр. Domnon-lès-Dieuze) насеље је и општина у североисточној Француској у региону Лорена, у департману Мозел која припада префектури Шато Сален.
По подацима из 2011. године у општини је живело 91 становника, а густина насељености је износила 13,73 становника/km². Општина се простире на површини од 6,63 km². Налази се на средњој надморској висини од 220 метара (максималној 290 m, а минималној 213 m).

## Демографија
| 1962. | 1968. | 1975. | 1982. | 1990. | 1999. | 2011. |
| ----- | ----- | ----- | ----- | ----- | ----- | ----- |
| 123   | 144   | 152   | 130   | 109   | 100   | 91    |

График промене броја становника у току последњих година